# Helmiopsis
Helmiopsis är ett släkte av malvaväxter. Helmiopsis ingår i familjen malvaväxter.
Kladogram enligt Catalogue of Life:
| Helmiopsis | \| \| Helmiopsis bernieri \| \| \| \| \| \| Helmiopsis boivinii \| \| \| \| \| \| Helmiopsis calcicola \| \| \| \| \| \| Helmiopsis glaberrima \| \| \| \| \| \| Helmiopsis hily \| \| \| \| \| \| Helmiopsis linearifolia \| \| \| \| \| \| Helmiopsis polyandra \| \| \| \| \| \| Helmiopsis pseudopopulus \| \| \| \| \| \| Helmiopsis richardii \| \| \| \| \| \| Helmiopsis rigida \| \| \| \| \| \| Helmiopsis sphaerocarpa \| \| \| \| |
|            | \| \| Helmiopsis bernieri \| \| \| \| \| \| Helmiopsis boivinii \| \| \| \| \| \| Helmiopsis calcicola \| \| \| \| \| \| Helmiopsis glaberrima \| \| \| \| \| \| Helmiopsis hily \| \| \| \| \| \| Helmiopsis linearifolia \| \| \| \| \| \| Helmiopsis polyandra \| \| \| \| \| \| Helmiopsis pseudopopulus \| \| \| \| \| \| Helmiopsis richardii \| \| \| \| \| \| Helmiopsis rigida \| \| \| \| \| \| Helmiopsis sphaerocarpa \| \| \| \| |
|            | Helmiopsis bernieri |
|            | |
|            | Helmiopsis boivinii |
|            | |
|            | Helmiopsis calcicola |
|            | |
|            | Helmiopsis glaberrima |
|            | |
|            | Helmiopsis hily |
|            | |
|            | Helmiopsis linearifolia |
|            | |
|            | Helmiopsis polyandra |
|            | |
|            | Helmiopsis pseudopopulus |
|            | |
|            | Helmiopsis richardii |
|            | |
|            | Helmiopsis rigida |
|            | |
|            | Helmiopsis sphaerocarpa |
|            | |